# Matteo III di Alessandria
Matteo III di Alessandria (Egitto, ... – Egitto, 31 marzo 1646) è stato il centesimo Papa della Chiesa ortodossa copta, dal 1631 al 1646.
Il suo papato si svolse sotto il dominio dell'Impero ottomano sull'Egitto.
Nel 1637 avrebbe scritto a papa Urbano VIII per ubbidienza verso la Santa Sede. Morì nel 1646.